# Virgin Drinks
 (juillet 2025).
Si vous disposez d'ouvrages ou d'articles de référence ou si vous connaissez des sites web de qualité traitant du thème abordé ici, merci de compléter l'article en donnant les références utiles à sa vérifiabilité et en les liant à la section « Notes et références ».
Virgin Drinks est une filiale de l'entreprise Virgin Group détenu par Richard Branson. La marque a commercialisé le Virgin Cola et Virgin Vodka.

## Historique
La filiale a été lancée en 1994 en collaboration avec l'entreprise canadien Cott pour superviser et gérer la production du Virgin Cola.
Auparavant, l'entreprise avait lancé 2 boissons énergisantes : une destiné à être consommé la journée (nommé Virgin DT) et un prémix pour la nuit (nommé Virgin NT). Ces boissons visaient à concurrencer les marques telles que Red Bull et Monster Energy déjà bien implantées sur ce marché. Ces boissons ont été un échec commerciale et ne seront commercialisée que très peu de temps.
Son principal concurrent Coca-Cola a conclu des accords d'exclusivité sur la vente des boissons de type Cola, cela a conduit à faire décliner drastiquement les ventes du Virgin Cola qui ne se trouvait plus que dans certains supermarché ou vendu localement. 
En 2007, Virgin Cola vend ses droits à Silver Spring Soft Drinks. La filiale a également arrêté sa production de Virgin Vodka et n'a trouvé personne pour racheter les droits.